# Hitmixes
《Hitmixes》는 미국의 팝 음악가 레이디 가가의 EP 음반으로 캐나다에서 2009년 8월 25일 발매되었다. 이 음반은 레이디 가가의 데뷔 앨범인 The Fame(2008) 수록곡 중에서 히트 싱글을 뽑아 수록하였다. 이 EP는 캐나디안 앨범 차트에서 2009년 10월 4일자 8위로 만족해야했다.